# Munidopsis profunda
Munidopsis profunda is een tienpotigensoort uit de familie van de Munidopsidae. De wetenschappelijke naam van de soort is voor het eerst geldig gepubliceerd in 2005 door Baba.